# Čakš
Čakš je priimek v Sloveniji, ki ga je po podatkih Statističnega urada Republike Slovenije na dan 1. januarja 2010 uporabljalo 332 oseb in je med vsemi priimki po pogostosti uporabe uvrščen na 1.114. mesto.

## Znani nosilci priimka
- Aleš Čakš, modni oblikovalec, pesnik, literat...
- Bogomir Čakš, inženir radiologije
- Jože Čakš (1920–1996), zdravnik medicine dela; prof. MF
- Jožef Čakš, lokalni politik, bibliotekar
- Katarina Čakš, arhitektka, asistentka FA
- Lucija Čakš, otroška pisateljica
- Lucija Čakš Orač, arhitektka, konservatorka
- Marina Čakš, zdravnica internistka, onkologinja
- Matic Čakš (* 1991), športni plezalec
- Matija Čakš (* 1985), veterinar, župan občine Šmarje pri Jelšah
- Peter Čakš, komunikolog
- Rok Čakš, novinar, urednik spletnega portala Domovine
- Štefan Čakš, rimskokatoliški duhovnik
- Tomaž Čakš, zdravnik
- Tonja Čakš, muzikologinja